# گیمیالکون

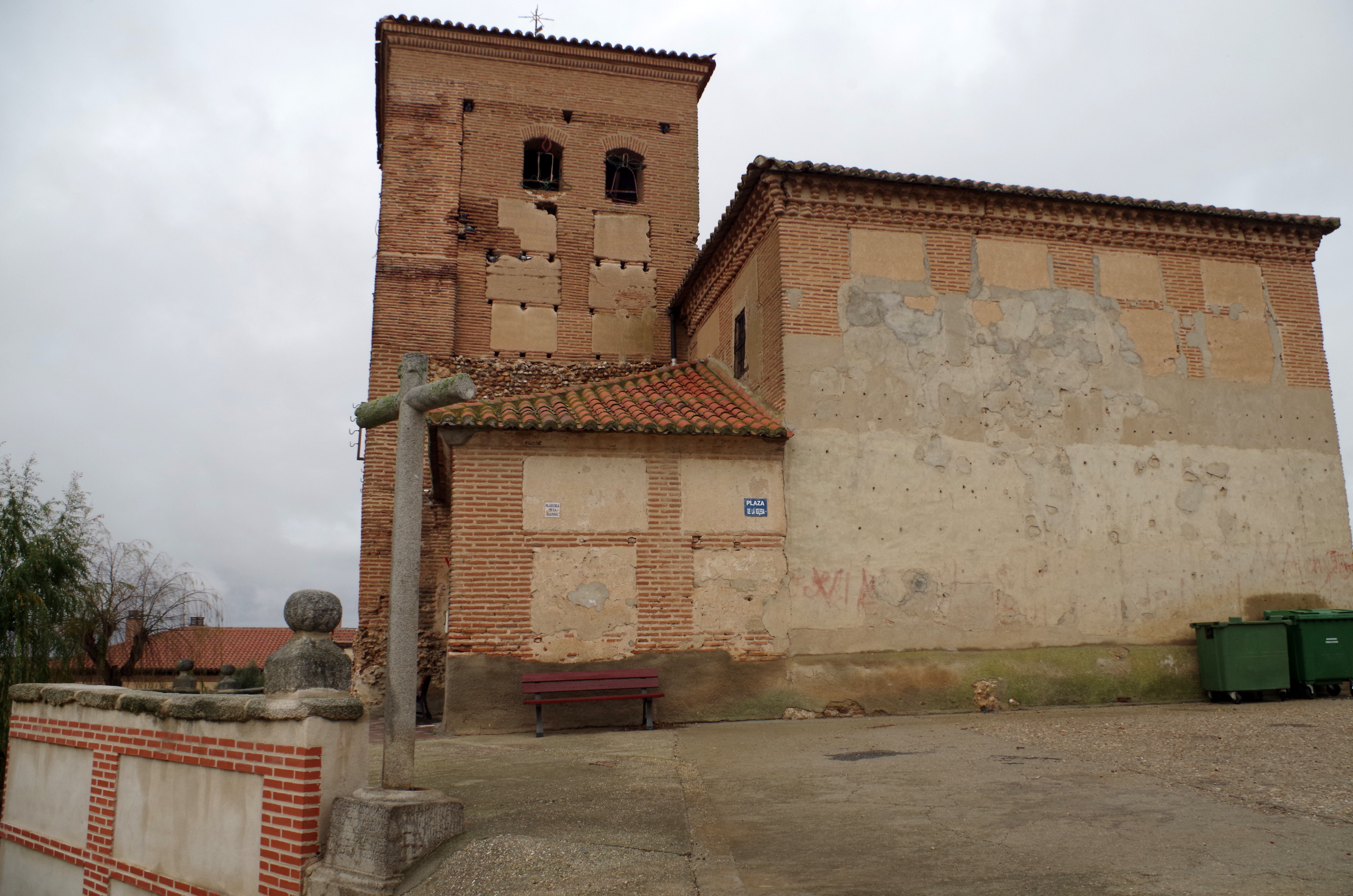

خیمیالکن دهستانی در استان آبیلای اسپانیا است.
در این دهستان ۱۱۰ نفر زندگی می‌کنند. مساحت این دهستان ۱۹٫۰۹ کیلومتر مربع است.